# Clarazella signatifemora
Clarazella signatifemora är en insektsart som beskrevs av Piza Jr. 1978. Clarazella signatifemora ingår i släktet Clarazella och familjen Ommexechidae. Inga underarter finns listade i Catalogue of Life.